# Reʿim
Reʿim (hebräisch רֵעִים Reʿīm, deutsch ‚Freunde‘) ist ein säkularer Kibbuz im Süden Israels und eines der Dörfer in der Nähe des Gaza-Streifens. Es liegt am Zusammenfluss von Besor und Gerar in der nordwestlichen Wüste Negev. Im Jahr 2021 hatte Reʿim 433 Einwohner.

## Lage
Der Kibbuz Reʿim liegt im Südbezirk im Gebiet der Regionalverwaltung Eschkol nahe des Gazastreifens an der Regionalstraße .

## Geschichte
Der Kibbuz wurde 1949 von ehemaligen Palmach-Mitgliedern als HaZofim Waw gegründet und später in Tel Reʿim (hebräisch תֵּל רֵעִים) umbenannt. Der Name ist eine Hebräisierung der nahen archäologischen Fundstätte Tell Jemmeh und wurde später verkürzt. Geplant wurde der Kibbuz von dem Architekten Chanan HaBaron, der zu den Gründern gehörte.
Nahe des Kibbuz hatten die Israelischen Verteidigungsstreitkräfte (IDF) eine Basis, die bis zum israelischen Abkoppelungsplan 2005 zur Evakuierung von Truppen genutzt wurde. Die vom Gazastreifen gegen Israel geführten bewaffneten Schläge und seine Nähe zum Gazastreifen machten Reʿim zum Ziel palästinensischer Angriffe mit Kassam-Raketen. Seit 2007 zählt Reʿim zum so genannten Gaza Envelope, dem Grenzgebiet entlang der „Grünen Linie“ mit zahlreichen Einschlägen aus dem Gazastreifen, das Israels besonderer steuerlicher Förderung unterliegt.
Beim Terrorangriff der Hamas auf Israel 2023 wurde auch Reʿim angegriffen. Etwa 80 Hamas-Terroristen drangen am 7. Oktober in den Kibbuz ein, ermordeten dort 7 Menschen und entführten 4 als Geiseln in den Gazastreifen. Nach Angaben von Kibbuz-Sekretär Zohar Mizrahi sollten viele weitere Terroristen Reʿim stürmen. Diese wurden aber zum nahe gelegenen Supernova-Festival umgeleitet, wo sie 360 Partybesucher massakrierten und 40 weitere entführten.
Die israelische Armee brauchte 10 Stunden, um Reʿim zu erreichen, um dem Massaker ein Ende zu setzen. Der Befehlshaber der Eliteeinheit der israelischen Streitkräfte Refaʾim, Roʿi Levi, wurde getötet, als seine Soldaten, die in ihren Häusern durch die Hamas-Terroristen belagerten Bewohner befreiten.
70 % der Gemeinschaft des Kibbuz, darunter die meisten, deren Kinder altersentsprechend in die dritte bis siebte Schulklasse gehen, lebten Mitte September 2024 noch in Tel Aviv. Die Bewohner des Kibbuz, die das Massaker vom 7. Oktober 2023 überlebt hatten und nicht von den Terroristen als Geiseln in den Gazastreifen entführt worden waren, wurden aus dem nahe dem Kriegsgebiet liegenden Kibbuz zunächst in ein Hotel in der israelischen Stadt Eilat und anschließend in zwei Wohnblöcke im Süden von Tel Aviv evakuiert. Der Standort des Kibbuz Reʿim gilt offiziell immer noch als vorläufig; die bisher zurückgekehrten Bewohner werden vom Staat Israel unterstützt. Die Tkuma-Direktion erklärte, dass die infolge des Terrorangriffs der Hamas evakuierten israelischen Gemeinden den Prozess des Wiederaufbaus ihrer Gemeinden und Häuser nach eigenem Ermessen leiten und mit staatlichen Mitteln finanzieren.

## Wirtschaft
Neben der Landwirtschaft sitzen einige größere Firmen im Kibbuz. Eine bedeutende ist der Laserhersteller Isralaser, außerdem unterhält der Formwerkzeughersteller IsraBig hier eine Fabrik.